# 帕拉提那小堂

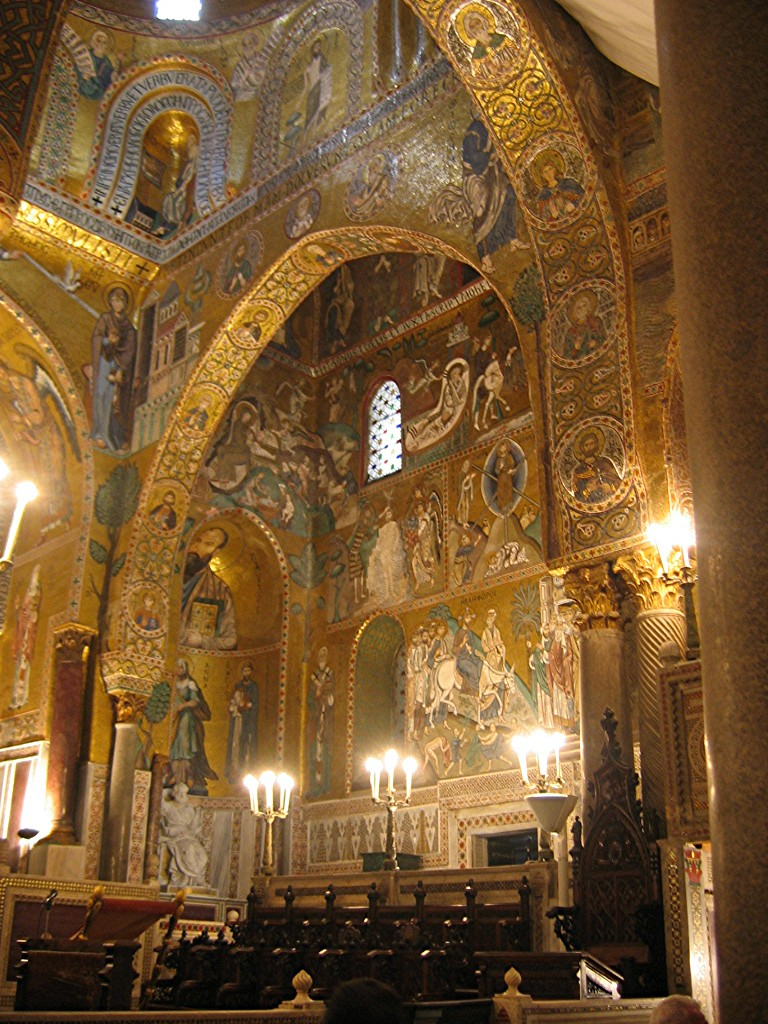
帕拉提那禮拜堂

帕拉提那禮拜堂（Cappella Palatina）或帕拉丁禮拜堂（Palatine Chapel）是位於義大利西西里島巴勒莫诺曼王宫内的一座禮拜堂。這座教堂也被稱為宮殿教堂，修建於1120年。教堂的建築風格是拜占庭式風格。現在帕拉提那禮拜堂是巴勒莫著名觀光景點。
38°06′39″N 13°21′13″E / 38.11083°N 13.35361°E